# Dicranota reducta
Dicranota (Plectromyia) reducta là một loài ruồi trong họ Pediciidae. Chúng phân bố ở vùng sinh thái Nearctic.